# František Ondrůšek (fotbalista)
František Ondrůšek (* 29. listopadu 1966 Uherský Brod) je bývalý český fotbalový brankář. Po skončení aktivní kariéry působí jako trenér. Jeho bratr Miroslav byl také prvoligovým brankářem.

## Život
V letech 1981–1984 se vyučil obráběčem kovů v České zbrojovce Uherský Brod. Je ženatý a má dvě dospělé dcery.

## Hráčská kariéra
Odchovanec Šardic a Uherského Brodu chytal dorosteneckou ligu ve Zbrojovce Brno. Na vojně byl náhradníkem v Dukle Praha. V české lize hrál za Zlín, Petru Drnovice a Duklu Příbram. Nastoupil ve 112 prvoligových utkáních, připsal si také 171 start ve druhé nejvyšší soutěži. Později chytal za FK Luhačovice a FK Šardice.

### Ligová bilance
| Ročník                          | Zápasy | Góly | Minuty | Nuly | Klub                    |
| ------------------------------- | ------ | ---- | ------ | ---- | ----------------------- |
| I. ČNFL 1987/88                 | 18     | 0    | 1620   | –    | TJ Gottwaldov           |
| I. ČNFL 1988/89                 | 29     | 0    | 2610   | –    | TJ Gottwaldov           |
| I. ČNFL 1989/90                 | 30     | 0    | 2700   | 10   | TJ Gottwaldov / SK Zlín |
| I. ČNFL 1990/91                 | 30     | 0    | 2700   | 9    | FC Svit Zlín            |
| ČMFL 1991/92                    | 30     | 0    | 2700   | 14   | FC Svit Zlín            |
| ČMFL 1992/93                    | 30     | 0    | 2700   | 12   | FC Svit Zlín            |
| 1. česká fotbalová liga 1993/94 | 27     | 0    | 2430   | 7    | FC Svit Zlín            |
| 1. česká fotbalová liga 1994/95 | 23     | 0    | 1984   | 6    | FC Svit Zlín            |
| 1. česká fotbalová liga 1995/96 | 29     | 0    | 2610   | 9    | FC Svit Zlín            |
| 2. česká fotbalová liga 1996/97 | 4      | 0    | 360    | –    | FC Zlín                 |
| 1. česká fotbalová liga 1996/97 | 10     | 0    | 900    | 2    | FC Petra Drnovice       |
| Gambrinus liga 1997/98          | 6      | 0    | 540    | 2    | FC Petra Drnovice       |
| Gambrinus liga 1998/99          | 17     | 0    | 1530   | 3    | FC Dukla Příbram        |
| CELKEM 1. LIGA                  | 112    | 0    | 9994   | 29   |                         |
| CELKEM 2. LIGA                  | 171    | 0    | 15390  | –    |                         |

## Trenérská kariéra
Zdroje: 
V letech 1995–1996 získal v Ostravě trenérskou licenci „A“ akreditovanou ČMFS. V letech 1999–2000 absolvoval studium trenérské profilicence UEFA při ČMFS ve vzdělávacím středisku trenérů při FTVS v Praze. Po skončení hráčské kariéry se stal trenérem, začínal u zlínské mládeže. Odkoučoval 1 prvoligové utkání (23. srpna 2003, Synot–Zlín 0:0).
- 2002/03 (3. liga) – 1. FC Synot „B“
- 2003/04 (3. liga) – 1. FC Synot „B“
- 2003/04 (1. liga) – 1. FC Synot (5. kolo)
- 2004/05 (3. liga) – 1. FC Slovácko „B“
- 2005/06 (3. liga) – 1. FC Slovácko „B“
- 2006/07 (3. liga) – FK Mutěnice
- 2007/08 (5. liga) – FK Šardice
- 2008/09 (4. liga) – FK Šardice
- 2009/10 (4. liga) – FK Šardice
- 2010/11 (4. liga) – RSM Hodonín
- 2011/12 (4. liga) – RSM Hodonín (podzim 2011)
- 2011/12 (5. liga) – FC Kyjov 1919 (jaro 2012)
- 2012/13 (5. liga) – ČSK Uherský Brod
- 2013/14 (4. liga) – ČSK Uherský Brod
- 2014/15 (4. liga) – ČSK Uherský Brod
- 2015/16 (4. liga) – ČSK Uherský Brod (podzim 2015)
- 2015/16 (dorost) – FK Hodonín